# Valverde de Burguillos
Valverde de Burguillos község Spanyolországban, Badajoz tartományban. Valverde de Burguillos Burguillos del Cerro, Atalaya és Valencia del Ventoso községekkel határos. Lakosainak száma 270 fő (2024).

## Népesség
A település népessége az utóbbi években az alábbiak szerint változott:
| Lakosok száma | 383  | 338  | 322  | 322  | 319  | 302  | 292  | 273  | 278  | 270  |
|               | 2001 | 2004 | 2006 | 2009 | 2011 | 2014 | 2016 | 2019 | 2021 | 2024 |